# NGC 3323
NGC 3323 este o emission-line galaxy⁠(d) situată în constelația Leul Mic. A fost descoperită în 15 martie 1877 de către Édouard Stephan⁠(d). Se află la o distanță de 77,63 de megaparseci de Pământ.